# 人生は二度とない
『人生は二度とない』（じんせいはにどとない、Zindagi Na Milegi Dobara）は、2011年のインドのヒンディー語ロードコメディドラマ映画。監督はゾーヤー・アクタルが務め、リティク・ローシャン、アバイ・デーオール、ファルハーン・アクタル、カトリーナ・カイフ、カルキ・ケクランが出演している。幼馴染の3人の男が出かけたスペイン旅行で起きる出来事を描いており、スペイン、インド、エジプト、イギリスで撮影された。2011年5月27日に公開を予定していたが、ポストプロダクションの遅れにより7月15日に公開された。第57回フィルムフェア賞では13部門にノミネートされ、このうち7部門を受賞した。また、第59回国家映画賞では2部門を受賞している。日本では2011年に第8回ラテンビート映画祭で「人生は一度だけ」の邦題で上映された後、2022年に「人生は二度とない」のタイトルで劇場公開された。

## ストーリー
結婚を間近に控えたカビールは学生時代の友人（広告コピーライターのイムラーン、金融ブローカーのアルジュン）と共にスペインを巡る3週間のバチェラー・パーティーを企画し、3人の間では「それぞれがサプライズでアドベンチャー・スポーツを予約し、全員で参加する」という約束が交わされていた。しかし、仕事中毒のアルジュンは旅行に行くことを渋り、イムラーンは養父ファイサルの遺した手紙から、実父サルマンがスペインで生きていることを知り、母ラヒラに反対されながらも旅行中に実父を探そうと考えていた。3人はそれぞれスペインに向かい、バルセロナで合流する。イムラーンはカビールを連れて市内を巡り、そこでインド人画家サルマンの作品を見つける。その後、3人は車でコスタ・ブラバに向かうが、イムラーンとカビールはアルジュンが旅行中でも仕事を続けていることに呆れ、イムラーンがアルジュンの携帯電話を車外に投げ捨ててしまう。それが原因でアルジュンはイムラーンと口論になり、彼は4年前にイムラーンが当時の恋人ソナリと持ったことへの怒りをぶつけ、カビールが仲裁に入り、その場を収めた。コスタ・ブラバに到着した3人はビーチに出かけ、そこでアルジュンはイギリス系インド人のレイラに一目惚れする。
コスタ・ブラバではカビールが企画したスキューバダイビングを行うことになり、レイラがインストラクターだったことが判明する。泳げないアルジュンは海に入ることを嫌がるが、レイラのサポートを受けながらスキューバダイビングを行い恐怖心に打ち勝ち、新たな人生観を手に入れる。スキューバダイビングを終えた3人は、アルジュンが企画した次の目的地に向かおうとするが、レイラの提案でトマト祭りに参加するためブニョールに向かうことになる。一方、カビールは婚約者ナターシャとビデオ通話中にレイラが映り込んだことで、彼女にレイラとの関係を疑われてしまう。疑いを持ったナターシャはスペインの3人の元に向かい、バチェラー・パーティーを邪魔されたカビールは彼女に不快感を示す。カビールはナターシャと一夜を過ごすことになり、イムラーンはレイラの友人ヌリアと、アルジュンはレイラと一夜を過ごした。翌日、3人はナターシャと共にセビリアに向けて出発するが、レイラはアルジュンに恋していることに気付き、レイラはヌリアの助言を受けて4人を追いかけ、アルジュンとキスを交わす。キスを交わしたアルジュンもレイラへの恋心に気付き、ナターシャはカビールに抱いていた疑念を払拭する。
ナターシャを空港に送り届けた後、セビリアに到着した3人はアルジュンが企画したスカイダイビングに挑戦する。高所恐怖症のイムラーンは参加を渋るが、2人に連れられて飛行機に乗り込み、スカイダイビングをやり遂げる。その夜、3人はバーで酒を飲んでいたが、泥酔した勢いで他の客と騒動を起こしたことで警察に逮捕されてしまう。留置所の中で、イムラーンは実父サルマンがセビリアの近くに住んでいることを打ち明け、サルマンに連絡を取り、彼に釈放の手続きを取ってもらう。サルマンは3人を自宅に招待し、イムラーンと会話を交わす。その中で、サルマンは結婚や子供を持つことを望んでいなかったことを告げ、ラヒラが自分の想いを受け入れてくれたことをイムラーンに明かした。父との会話を終えたイムラーンは、アルジュンに4年前の行為で彼を傷つけたことを謝罪し、アルジュンはイムラーンと和解する。
イムラーンはレイラに連絡を取り、彼女を連れて最後の目的であるパンプローナに向かい牛追い祭りに参加しようとする。その直前、カビールはイムラーンとアルジュンにナターシャとの結婚の真実を明かす。カビールは母の誕生日プレゼントに用意した指輪をナターシャに見せたところ、彼女が婚約指輪と勘違いして親族に「カビールにプロポーズされた」と言ったことで引っ込みがつかなくなったことを2人に告げる。牛追い祭り当日を迎え、イムラーンは2人に対して「祭りを乗り切ったら実行する目標を言い合おう」と提案する。イムラーンは日記に記していた詩を出版すること、アルジュンはレイラを連れてモロッコ旅行に行くこと、カビールはナターシャに「結婚する気はない」と告げることをそれぞれ約束する。3人は無事に牛追い祭りをやり遂げ、それぞれ交わした約束を実現させていく。
その後、イムラーン、カビール、ヌリア、ナターシャはアルジュンとレイラの結婚式に招待される。カビールとナターシャは恋人関係は終わったものの友人として付き合いが続いており、ナターシャは新しい恋人にカビールを紹介する。また、イムラーンの詩も出版されたことが明かされ、物語は終わる。

## キャスト
- アルジュン・サルジャ - リティク・ローシャン[6]
- カビール・ディワーン - アバイ・デーオール（英語版）[7]
- イムラーン・クレーシー - ファルハーン・アクタル（英語版）[8]
- レイラ - カトリーナ・カイフ[9]
- ナターシャ・アローラー - カルキ・ケクラン（英語版）[10]
- ヌリア - アリアドナ・カブロル（英語版）[11]
- サルマーン・ハビブ - ナシールッディーン・シャー[9]
- ラヒラ・クレーシー - ディープティ・ナヴァル（英語版）[12]
- アローラー - スヘル・セート（英語版）[13]

## 製作

### 企画
2009年11月、ゾーヤー・アクタルとリーマー・カーグティーは3か月間かけて新作映画の脚本を完成させた。この時点のワーキングタイトルは「Running with the Bulls」で、最終的に「Zindagi Na Milegi Dobara」に決定したが、これは2008年公開の『Rock On!!』の挿入曲の歌詞「Zindagi Milegi Na Dobara」から引用したものである。2人は脚本執筆に際して実生活の体験などを取り入れており、ゾーヤーは弟ファルハーン・アクタルをイメージしてイムラーンのキャラクターや台詞を考えた。また、ファルハーンはリテーシュ・シドワーニーと共にプロデューサーも務めている。彼によると、映画のテーマは「人生にコミットメントする直前の3人の男」である。ナレーションにはファルハーンの父ジャーヴェード・アクタルの詩が採用されているが、これは詩がキャラクターに深みを与え、その感情を代弁する効果を意図したものである。また、カトリーナ・カイフの出演が決まった際には彼女が演じるキャラクターのために、ファンの詩を参考に新たな詩を書き下ろしている。当初の予定では撮影地はメキシコだったが、クライマックスシーンに牛追い祭りが登場することや、ゾーヤーが歴史・文化・スポーツが混ざり合った国を希望したことからスペインに変更された。編集技師のチャンダン・アローラーが病気で倒れて再編集することになったため、公開日が2度延期されている。

### キャスティング
当初、プロデューサーは主人公3人のうち2人にイムラーン・カーンとランビール・カプールを検討していたが、2人に出演を断られたため実現しなかった。主人公の1人イムラーン役に起用されたファルハーン・アクタルは、ゾーヤーの監督デビュー作『チャンスをつかめ!』で主演を務め、さらに台詞の執筆にも協力していたことから、ゾーヤーから「自分が映画に何を求めているか理解してくれる」と信頼を寄せられていた。ファルハーンは主人公3人のうち最初に決まった俳優であり、イムラーン役について「楽しいキャラクターで、長い間、何も真剣に考えたことがない男」と語っている。アルジュン役には、ゾーヤーのお気に入りの俳優だったリティク・ローシャンが起用された。ゾーヤーは最後の1人は「ヴィジュアル的にフィットするだけではなく、何か新しいものを見せてくれる俳優」が相応しいと考え、友人であり、カーグティーの監督作品『Honeymoon Travels Pvt. Ltd.』で仕事を共にしたことがあるアバイ・デーオールを起用した。
ゾーヤーはヒロインのレイラ役にインド人と白人の混血で発音に訛りがあり、さらにスキューバダイビングができる女優を求めていた。ニューヨークとロンドンでレイラ役のオーディションが行われたが、最終的にはゾーヤーが出席したパーティーで知り合ったカトリーナ・カイフが起用された。レイラ役は「放浪者の心を持ち、生まれながらのボヘミアン・ジプシーである自由奔放な女性」と説明されている。ナターシャ役に起用されたカルキ・ケクランは、『デーヴ・D』『イエローブーツの娘』での演技に感銘を受けたゾーヤーが長年仕事を共にすることを望んでいた女優であり、ナターシャ役について「コメディのセンスはあるが、過剰さはない」という点で彼女と相性が良いと判断したという。ヌリア役のアリアドナ・カブロルは、『柔らかな肌』での演技に感銘を受けたゾーヤーによって起用された。また、アヌパム・カーがイムラーンの義父ファイサル・クレーシー役で出演しているが、登場シーンは完成フィルムからカットされている。

### 撮影

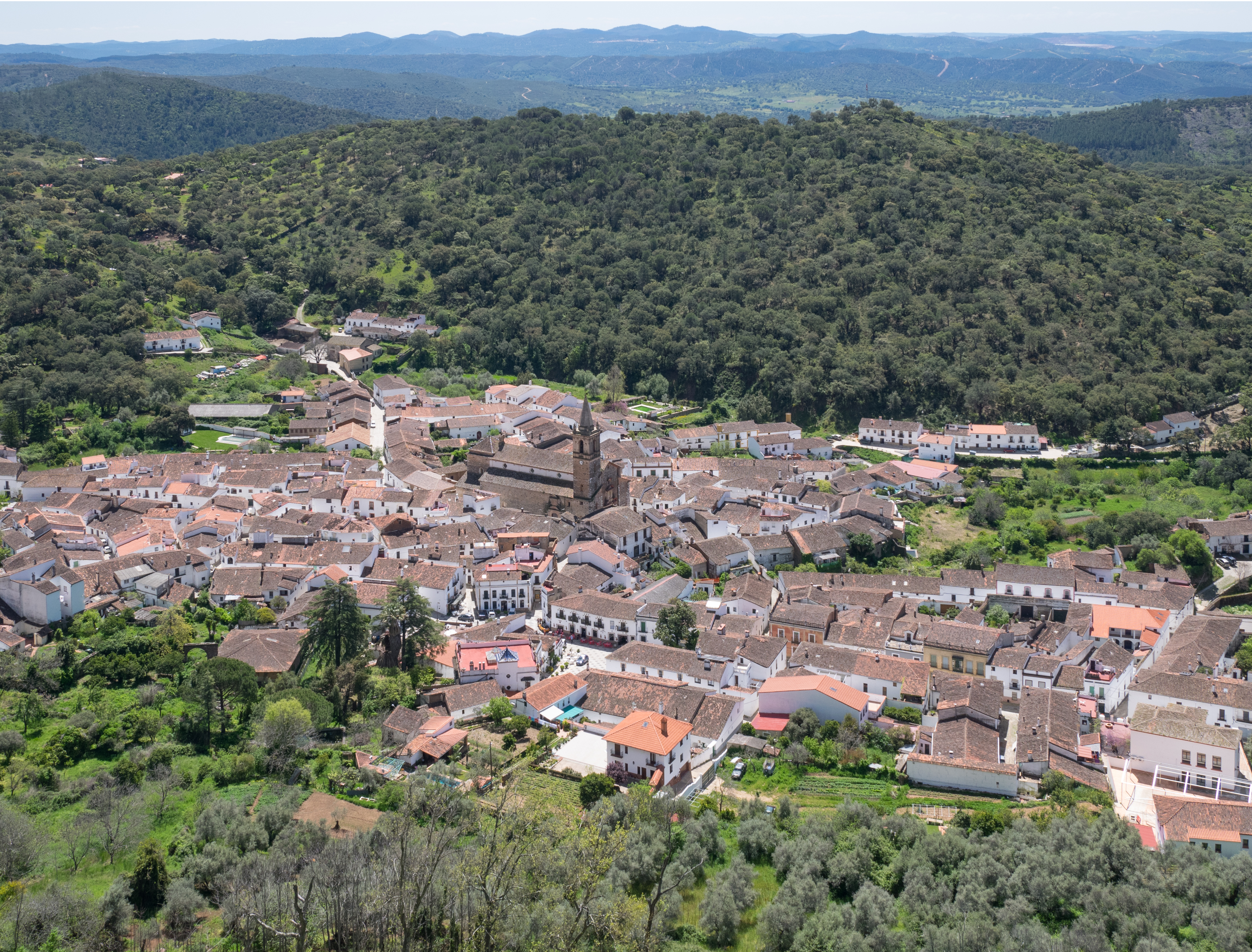
「セニョリータ」の撮影を行ったアラハル

2010年6月からイギリス、エジプト、ムンバイ、スペイン（バルセロナ、パンプローナ、ブニョール、アンダルシア州）で主要撮影が始まった。撮影監督には『チャンスをつかめ!』に参加していたカルロス・カタランが再び起用され、「できるだけリアリティのある映画にしたいので、3人の顔につやを出したくない」という理由で主人公3人の顔を日焼けしているような描写にすることを希望した。
カトリーナ・カイフの初登場シーンはヌーディストビーチで撮影されたが、中央映画認証委員会からの認証が降りなくなることを避けるため、撮影スタッフは現地のヌーディストたちに「カメラのフレームの中に入り込まないようにして欲しい」と頼んでいたという。「Ik Junoon」の撮影では、ポルトガルから16トンのトマト（1000万ルピー＝13万ドル相当）を空輸してブニョールのトマト祭りを再現している。リティク・ローシャンとカトリーナ・カイフのキスシーンについて、2人は不本意なシーンだったと後に語っている。「セニョリータ」の撮影はウエルバ県アラハルで行うことになったが、撮影が夜間に行われたため、撮影スタッフが現地住民に曲の音量に関して説明して回ることになった。撮影3日目には住民たちやアラハル市長カルメン・オソルノも撮影に参加している。リテーシュ・シドワーニーによると、市長の出演はゾーヤーの強い要望があったためであり、現地住民を起用したのは「セニョリータ」がスペイン風の楽曲であり、またスペインの町が舞台のためインド人のバックダンサーが出演するのは不自然という理由からである。クライマックスの牛追い祭りのシーンの撮影はパンプローナで行われ、12月にはムンバイのヴァーシーとアリバーグで最終スケジュールの撮影が行われた。

### 音楽
作曲はシャンカル＝イフサーン＝ロイ、作詞はジャーヴェード・アクタルが手掛けている。挿入歌「セニョリータ」のボーカルは、スペインのフラメンコ歌手マリア・デル・マル・フェルナンデスが務めており、彼女にとって映画歌手としてのデビュー曲となった。また、アバイ・デーオールとリティク・ローシャンにとってもデビュー曲であり、ファルハーン・アクタルと共に歌っている。

## マーケティング

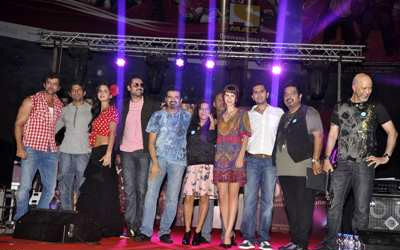
オーディオリリース・イベントに出席するキャスト・スタッフ

2011年6月3日に『Ready』の上映劇場で予告編が公開され、これに先立つ5月15日にはインターネット上でも公開されている。エクセル・エンターテインメントはエアセルとのコラボレーションを実施し、携帯電話・インターネットでプロモーションビデオを視聴できるキャンペーンを展開した。予告編の動画は公開48時間以内に5500万回の再生回数を記録している。5月27日には「Ik Junoon」「セニョリータ」のミュージックビデオが公開され、ムンバイ・ムルンドのニルマル・ライフスタイルでオーディオリリース・プロモーションイベントが開催された。7月1日にチャンディーガルでメディア向けの会見が行われ、同月3日には2種類のダイアログ・プロモーションビデオが公開された。同月7日からキャスト・スタッフがムンバイ、デリー、スーラト、ヴァドーダラー、アフマダーバード、ウダイプル、アジュメール、ジャイプル、グルグラムを巡るプロモーションイベントを行った。イベントで使用したランドローバー・ディスカバリーは、イギリスのランドローバーがスポンサーになっていたことから同社から提供されたと報じられている。また、第12回国際インド映画アカデミー賞でのプレミア上映が企画されていたが、実現にはいたらなかった。
マーケティング担当者はマウンテンデュー、ジレット、INGヴァイシャ銀行のプロモーショングッズの発売を発表した。2011年7月19日に『人生は二度とない』とトマト祭りを題材にしたモバイルゲームがジャンプ・ゲームズからモバイルオペレーティングシステム向けにリリースされた。また、OPIUM Eyewearからプロモーション用のサングラスが発売されている。

## 公開
当初、公開日は2011年5月27日の予定になっていたが、6月24日に延期された。最終的に7月15日から1800スクリーンで公開され、翌16日にはカトリーナ・カイフの誕生日に合わせた特別上映会がシャー・ルク・カーンの自宅で開催された。上映会にはキャスト・スタッフの他に複数の著名人が出席している。一方、ムンバイで発生した爆弾テロ事件の3日後に上映会を開催したことに対してシヴ・セーナーが抗議声明を発表する騒ぎが起き、『人生は二度とない』のプロデューサーはムンバイ市内の10劇場の収益をテロ事件の被害者救済のためマハーラーシュトラ州政府に寄付している。2012年3月24日にはハイ・ウィカムのバッキンガムシャー・ニュー大学で上映会が開催された。
公開後、クライマックスシーンの牛追い祭りの描写に動物の倫理的扱いを求める人々の会（PETA）がTwitter上で上映中止を訴える騒ぎが起きた。PETAの行動に対し、リテーシュ・シドワーニーは「映画の撮影に際して動物を一切傷つけていないことを証明する書類をインド動物福祉委員会に提出したうえで、中央映画認証委員会の認証を受けています。あくまでスペインの文化を紹介しているだけです」と反論している。また、スペイン系アメリカ人歌手のチャロがPETAを代表してゾーヤー・アクタルに対して、牛追い祭りのシーンの削除を求める文書を送っている。
2011年8月30日にDVDが発売され、ドルビーデジタル5.1chとステレオ方式、英語・アラビア語字幕が収録された。後にBlu-rayが発売された他、NetflixとAmazon Prime Videoで配信された。

## 評価

### 興行収入

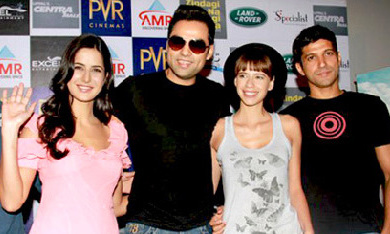
チャンディーガルで記者会見に応じるカトリーナ・カイフ、アバイ・デーオール、カルキ・ケクラン、ファルハーン・アクタル

公開初週の興行成績は『ハリー・ポッターと死の秘宝 PART2』に次ぐ第2位にランクインし、シネマコンプレックスでは稼働率70-100%の高水準を記録したものの、大都市圏以外の単館系劇場では平均的な興行成績に留まった。公開3日間の興行収入は5億2500万ルピー、このうち公開初日の興行収入は7390万ルピーで、3日間の純利益は2億6500万ルピーを記録している。公開10日間の全世界累計興行収入は10億8000万ルピーを記録し、公開17日目には国内累計興行収入が7億ルピーを超えた。この期間は『シンガム』以外に競合する大作がなかったこともあり、『人生は二度とない』は公開から4週間の間、興行成績第2位の位置を維持し続けた。また、2011年公開のヒンディー語映画の中でインド・海外の両市場で最も高い興行収入を記録した作品の一つとなった。
海外市場では公開3日間で1億2000万ルピーの興行収入を記録し、2011年に海外公開されたインド映画の中で最も高いオープニング成績となった。アメリカ合衆国・イギリスでは興行成績トップ20入りを果たし、イギリスでは89万6289ポンド、アメリカでは310万3656ドル、オーストラリア・ニュージーランドでは13万6380ドルの興行収入を記録している。2012年1月には海外市場の累計興行収入は725万ドルを記録している。
最終興行収入は15億3000万ルピーを記録し、『Dhoom 2』（15億ルピー）を抜いてヒンディー語映画歴代興行成績第9位にランクインした（2011年10月時点）。また、2021年10月時点でインド映画の全世界興行成績第89位にランクインしている。

### 批評
『人生は二度とない』は演出、ストーリー、脚本、音楽、ユーモア、映像、キャストの演技が高く評価されている。Rotten Tomatoesでは14件の批評が寄せられ支持率93%、平均評価7.9/10となっている。
ザ・テレグラフのプラティム・D・グプタは映画を「美しい脚本によるカタルシスの旅」と表現し、ゾーヤー・アクタルの「大胆な映像撮影」を高く評価した。ヒンドゥスタン・タイムズのマヤンク・シェーカルは映画を「ヒンディー語映画において『Dil Chahta Hai』以来となるゲームチェンジャー作品」と表現し、「あなたが家に持ち帰るのは、私たちが育ててきた冒険好きな3人のアミーゴの楽しい一瞬です」と批評している。インディア・ウィークリーのシヴェーシュ・クマールは4/4の星を与えており、ボリウッド・ハンガマのタラン・アダルシュは3.5/5の星を与え、「より進化し、成熟した映画リテラシーを持つ観客が、新たなジャンルの映画をサポートし、受け入れる準備を整えるための映画」と表現している。ザ・タイムズ・オブ・インディアのニカート・カーズミーは3.5/5の星を与えてキャストの演技を高く評価し、「アバイがグループのアンカーとすれば、ファルハーンのひょうきん者の役は明るさに満ち、リティクは利益第一主義の株式ブローカーという堅物から、自由気ままな放浪者に変貌する一流の演技を見せた」と批評した。
ニューデリー・テレビジョンのサイバル・チャテルジーは3/5の星を与え、「ゾーヤー・アクタルは小気味良くて快活なタッチと、ほんの少しの優しいウィットを取り入れることで物語を作り上げ、それによって脚本に新鮮さを与えている」と批評した。Rediff.comのシャーイク・アヤーズは3.5/5の星を与え、「ゾーヤー・アクタルの爽やかなキャラクターたちが、平凡に陥りがちな映画に新鮮なエネルギーを与えた」と批評している。インディア・トゥデイのカヴェリー・バンザイは、「『人生は二度とない』を観終わった時、女性ほどロマンスを美しく描ける人は存在しないと確信した」と批評してゾーヤー・アクタルの演出を賞賛した。
スバーシュ・K・ジャーは3.5/5の星を与え、「ゾーヤーは、その審美眼を神に祝福された。私たちは、その美しい瞬間に吸い込まれ、人生の最も大切な真実が泥塗れであることを信じる理由を与えない」と批評した。DNAインディアのブレッシー・チェティアは音楽とファルハーン・アクタルの演技を絶賛し、「まさに、このためにストーリーライターたちはシンボリズムを数多く取り入れている。コスタ・ブラバのスキューバダイビング、セビリアのスカイダイビング、パンプローナのサン・フェルミン牛追い祭り。そして忘れてはならないのが、アルジュンが解放されるブニョールのトマト祭りだ。恐怖は海に溺れ、空に解き放たれ、最後は荒ぶる牛のなすがままになる」と批評している。CNN-IBNのラジーヴ・マサンドは、「『人生は二度とない』は男だけの楽しいスペイン旅を軽快なトーンで描きながら、何故、今を大切にし、心のままに生きなければならないのかという、深く心に響くメッセージを届けてくれる」と批評した。また、キャストの演技を絶賛する一方、上映時間の長さについては「楽しさを奪っている」と批判している。Rediff.comのラジャ・センは「クールであろうとし過ぎている」として1.5/5の星を与え、ザ・ヒンドゥーのスディーシュ・カマトは「ゾーヤー・アクタルの監督2作目は、映画業界を描いた1作目よりも映画らしさに満ちた作品だ」と批評している。
ガーディアンのライアン・ギルビーは「今でも映画館は満席ですが、その理由がよく分かります。笑みを浮かべながら劇場を後にするのは、舞台となったスペインの各都市の観光局職員だけではないのです」と好意的な評価をしている。ザ・ナショナルのカリーム・アーフターブは、「ロードトリップ、ロマンス、バディ、アクション。これらを1本の映画にまとめるのは一見マサラのように感じられるが、どんな美味しい料理でもそうであるように、材料は愛情がブレンドされ、今年最高のフィーリンググッド・ムービーの一つが作り出されたのです」と批評した。

### 受賞・ノミネート
| 映画賞                                         | 授賞式         | 部門                       | 対象 | 結果       | 出典                                   |
| ---------------------------------------------- | -------------- | -------------------------- | --- | ---------- | -------------------------------------- |
| ビッグ・スター・エンターテインメント・アワード | 2011年12月18日 | コメディ男優賞             | ファルハーン・アクタル                                                                                       | 受賞       | [ 89 ]                                 |
| スター・スクリーン・アワード                   | 2012年1月14日  | 作品賞                     | 『人生は二度とない』                                                                                         | 受賞       | [ 90 ] [ 91 ]                          |
| スター・スクリーン・アワード                   | 2012年1月14日  | 監督賞                     | ゾーヤー・アクタル                                                                                           | ノミネート | [ 90 ] [ 91 ]                          |
| スター・スクリーン・アワード                   | 2012年1月14日  | アンサンブル・キャスト賞   | - リティク・ローシャン - ファルハーン・アクタル - アバイ・デーオール - カトリーナ・カイフ - カルキ・ケクラン | ノミネート | [ 90 ] [ 91 ]                          |
| スター・スクリーン・アワード                   | 2012年1月14日  | 女性プレイバックシンガー賞 | - アリッサ・メンドンサ - 「Khwabon Ke Parindey」                                                             | ノミネート | [ 90 ] [ 91 ]                          |
| スター・スクリーン・アワード                   | 2012年1月14日  | 台詞賞                     | - ファルハーン・アクタル - ジャーヴェード・アクタル                                                          | 受賞       | [ 90 ] [ 91 ]                          |
| スター・スクリーン・アワード                   | 2012年1月14日  | 振付賞                     | - ボスコ＝シーザー - 「セニョリータ」                                                                        | 受賞       | [ 90 ] [ 91 ]                          |
| スター・スクリーン・アワード                   | 2012年1月14日  | 作曲賞                     | シャンカル＝イフサーン＝ロイ                                                                                 | ノミネート | [ 90 ] [ 91 ]                          |
| スター・スクリーン・アワード                   | 2012年1月14日  | 脚本賞                     | - ゾーヤー・アクタル - リーマー・カーグティー                                                                | ノミネート | [ 90 ] [ 91 ]                          |
| スター・スクリーン・アワード                   | 2012年1月14日  | 編集賞                     | アーナンド・スバヤ                                                                                           | ノミネート | [ 90 ] [ 91 ]                          |
| スター・スクリーン・アワード                   | 2012年1月14日  | 撮影賞                     | カルロス・カタラン                                                                                           | ノミネート | [ 90 ] [ 91 ]                          |
| スター・スクリーン・アワード                   | 2012年1月14日  | 音響賞                     | バイロン・フォンセカ                                                                                         | ノミネート | [ 90 ] [ 91 ]                          |
| 製作者組合映画賞                               | 2012年1月20日  | 作品賞                     | 『人生は二度とない』                                                                                         | 受賞       | [ 92 ] [ 93 ] [ 94 ]                   |
| 製作者組合映画賞                               | 2012年1月20日  | 監督賞                     | ゾーヤー・アクタル                                                                                           | 受賞       | [ 92 ] [ 93 ] [ 94 ]                   |
| 製作者組合映画賞                               | 2012年1月20日  | 助演男優賞                 | ファルハーン・アクタル                                                                                       | 受賞       | [ 92 ] [ 93 ] [ 94 ]                   |
| 製作者組合映画賞                               | 2012年1月20日  | 原案賞                     | - ゾーヤー・アクタル - リーマー・カーグティー                                                                | 受賞       | [ 92 ] [ 93 ] [ 94 ]                   |
| 製作者組合映画賞                               | 2012年1月20日  | 脚本賞                     | ゾーヤー・アクタル                                                                                           | 受賞       | [ 92 ] [ 93 ] [ 94 ]                   |
| 製作者組合映画賞                               | 2012年1月20日  | 振付賞                     | - ボスコ＝シーザー - 「セニョリータ」                                                                        | 受賞       | [ 92 ] [ 93 ] [ 94 ]                   |
| 製作者組合映画賞                               | 2012年1月20日  | 台詞賞                     | ファルハーン・アクタル                                                                                       | ノミネート | [ 92 ] [ 93 ] [ 94 ]                   |
| 製作者組合映画賞                               | 2012年1月20日  | 作詞家賞                   | - ジャーヴェード・アクタル - 「セニョリータ」                                                                | ノミネート | [ 92 ] [ 93 ] [ 94 ]                   |
| 第15回ジー・シネ・アワード                     | 2012年1月22日  | 作品賞                     | 『人生は二度とない』                                                                                         | 受賞       | [ 92 ] [ 95 ] [ 96 ]                   |
| 第15回ジー・シネ・アワード                     | 2012年1月22日  | 監督賞                     | ゾーヤー・アクタル                                                                                           | ノミネート | [ 92 ] [ 95 ] [ 96 ]                   |
| 第15回ジー・シネ・アワード                     | 2012年1月22日  | 主演男優賞                 | リティク・ローシャン                                                                                         | ノミネート | [ 92 ] [ 95 ] [ 96 ]                   |
| 第15回ジー・シネ・アワード                     | 2012年1月22日  | 主演女優賞                 | カトリーナ・カイフ                                                                                           | ノミネート | [ 92 ] [ 95 ] [ 96 ]                   |
| 第15回ジー・シネ・アワード                     | 2012年1月22日  | 助演男優賞                 | ファルハーン・アクタル                                                                                       | 受賞       | [ 92 ] [ 95 ] [ 96 ]                   |
| 第15回ジー・シネ・アワード                     | 2012年1月22日  | 歌曲賞                     | 「セニョリータ」                                                                                             | ノミネート | [ 92 ] [ 95 ] [ 96 ]                   |
| 第15回ジー・シネ・アワード                     | 2012年1月22日  | 原案賞                     | - ゾーヤー・アクタル - リーマー・カーグティー                                                                | 受賞       | [ 92 ] [ 95 ] [ 96 ]                   |
| 第15回ジー・シネ・アワード                     | 2012年1月22日  | 撮影賞                     | カルロス・カタラン                                                                                           | 受賞       | [ 92 ] [ 95 ] [ 96 ]                   |
| 第57回フィルムフェア賞                         | 2012年1月29日  | 作品賞                     | 『人生は二度とない』                                                                                         | 受賞       | [ 97 ] [ 98 ]                          |
| 第57回フィルムフェア賞                         | 2012年1月29日  | 審査員選出作品賞           | 『人生は二度とない』                                                                                         | 受賞       | [ 97 ] [ 98 ]                          |
| 第57回フィルムフェア賞                         | 2012年1月29日  | 監督賞                     | ゾーヤー・アクタル                                                                                           | 受賞       | [ 97 ] [ 98 ]                          |
| 第57回フィルムフェア賞                         | 2012年1月29日  | 主演男優賞                 | リティク・ローシャン                                                                                         | ノミネート | [ 97 ] [ 98 ]                          |
| 第57回フィルムフェア賞                         | 2012年1月29日  | 助演男優賞                 | アバイ・デーオール                                                                                           | ノミネート | [ 97 ] [ 98 ]                          |
| 第57回フィルムフェア賞                         | 2012年1月29日  | 助演男優賞                 | ファルハーン・アクタル                                                                                       | 受賞       | [ 97 ] [ 98 ]                          |
| 第57回フィルムフェア賞                         | 2012年1月29日  | 助演女優賞                 | カルキ・ケクラン                                                                                             | ノミネート | [ 97 ] [ 98 ]                          |
| 第57回フィルムフェア賞                         | 2012年1月29日  | 音楽監督賞                 | シャンカル＝イフサーン＝ロイ                                                                                 | ノミネート | [ 97 ] [ 98 ]                          |
| 第57回フィルムフェア賞                         | 2012年1月29日  | 作詞家賞                   | - ジャーヴェード・アクタル - 「セニョリータ」                                                                | ノミネート | [ 97 ] [ 98 ]                          |
| 第57回フィルムフェア賞                         | 2012年1月29日  | 女性プレイバックシンガー賞 | - アリッサ・メンドンサ - 「Khwabon Ke Parindey」                                                             | ノミネート | [ 97 ] [ 98 ]                          |
| 第57回フィルムフェア賞                         | 2012年1月29日  | 台詞賞                     | ファルハーン・アクタル                                                                                       | 受賞       | [ 97 ] [ 98 ]                          |
| 第57回フィルムフェア賞                         | 2012年1月29日  | 撮影賞                     | カルロス・カタラン                                                                                           | 受賞       | [ 97 ] [ 98 ]                          |
| 第57回フィルムフェア賞                         | 2012年1月29日  | 振付賞                     | - ボスコ＝シーザー - 「セニョリータ」                                                                        | 受賞       | [ 97 ] [ 98 ]                          |
| スターダスト・アワード                         | 2012年2月25日  | 作品賞                     | 『人生は二度とない』                                                                                         | ノミネート | [ 92 ] [ 99 ] [ 100 ]                  |
| スターダスト・アワード                         | 2012年2月25日  | 監督賞                     | ゾーヤー・アクタル                                                                                           | ノミネート | [ 92 ] [ 99 ] [ 100 ]                  |
| スターダスト・アワード                         | 2012年2月25日  | 主演男優賞                 | リティク・ローシャン                                                                                         | ノミネート | [ 92 ] [ 99 ] [ 100 ]                  |
| スターダスト・アワード                         | 2012年2月25日  | ドラマ部門主演男優賞       | リティク・ローシャン                                                                                         | 受賞       | [ 92 ] [ 99 ] [ 100 ]                  |
| スターダスト・アワード                         | 2012年2月25日  | 主演女優賞                 | カトリーナ・カイフ                                                                                           | ノミネート | [ 92 ] [ 99 ] [ 100 ]                  |
| スターダスト・アワード                         | 2012年2月25日  | ドラマ部門主演女優賞       | カトリーナ・カイフ                                                                                           | ノミネート | [ 92 ] [ 99 ] [ 100 ]                  |
| 第6回アジア・フィルム・アワード                | 2012年3月19日  | 作品賞                     | 『人生は二度とない』                                                                                         | ノミネート | [ 101 ] [ 102 ]                        |
| 第6回アジア・フィルム・アワード                | 2012年3月19日  | 美術賞                     | スザンヌ・キャプラン・メルワンジ                                                                             | ノミネート | [ 101 ] [ 102 ]                        |
| 第6回アジア・フィルム・アワード                | 2012年3月19日  | 編集賞                     | アーナンド・スバヤ                                                                                           | ノミネート | [ 101 ] [ 102 ]                        |
| 第4回ミルチ音楽賞                              | 2012年3月21日  | 歌曲賞                     | 「セニョリータ」                                                                                             | 受賞       | [ 103 ] [ 104 ] [ 105 ]                |
| 第4回ミルチ音楽賞                              | 2012年3月21日  | アルバム賞                 | - シャンカル＝イフサーン＝ロイ - ジャーヴェード・アクタル                                                    | ノミネート | [ 103 ] [ 104 ] [ 105 ]                |
| 第4回ミルチ音楽賞                              | 2012年3月21日  | 作曲家賞                   | - シャンカル＝イフサーン＝ロイ - 「セニョリータ」                                                            | ノミネート | [ 103 ] [ 104 ] [ 105 ]                |
| 第4回ミルチ音楽賞                              | 2012年3月21日  | 作詞家賞                   | - ジャーヴェード・アクタル - 「Khwabon Ke Parindey」                                                         | 受賞       | [ 103 ] [ 104 ] [ 105 ]                |
| 第4回ミルチ音楽賞                              | 2012年3月21日  | 作詞家賞                   | - ジャーヴェード・アクタル - 「セニョリータ」                                                                | ノミネート | [ 103 ] [ 104 ] [ 105 ]                |
| 第4回ミルチ音楽賞                              | 2012年3月21日  | 有望男性歌手賞             | - リティク・ローシャン - アバイ・デーオール - 「セニョリータ」                                               | ノミネート | [ 103 ] [ 104 ] [ 105 ]                |
| 第4回ミルチ音楽賞                              | 2012年3月21日  | 録音賞                     | 「Ik Junoon」                                                                                                | ノミネート | [ 103 ] [ 104 ] [ 105 ]                |
| 第4回ミルチ音楽賞                              | 2012年3月21日  | 作曲賞                     | シャンカル＝イフサーン＝ロイ                                                                                 | ノミネート | [ 103 ] [ 104 ] [ 105 ]                |
| 第59回国家映画賞                               | 2012年5月3日   | 振付賞                     | ボスコ＝シーザー                                                                                             | 受賞       | [ 106 ] [ 107 ]                        |
| 第59回国家映画賞                               | 2012年5月3日   | 音響賞                     | バイロン・フォンセカ                                                                                         | 受賞       | [ 106 ] [ 107 ]                        |
| 第13回国際インド映画アカデミー賞               | 2012年6月9日   | 作品賞                     | 『人生は二度とない』                                                                                         | 受賞       | [ 92 ] [ 108 ] [ 109 ] [ 110 ] [ 111 ] |
| 第13回国際インド映画アカデミー賞               | 2012年6月9日   | 監督賞                     | ゾーヤー・アクタル                                                                                           | 受賞       | [ 92 ] [ 108 ] [ 109 ] [ 110 ] [ 111 ] |
| 第13回国際インド映画アカデミー賞               | 2012年6月9日   | 主演男優賞                 | リティク・ローシャン                                                                                         | ノミネート | [ 92 ] [ 108 ] [ 109 ] [ 110 ] [ 111 ] |
| 第13回国際インド映画アカデミー賞               | 2012年6月9日   | 助演男優賞                 | アバイ・デーオール                                                                                           | ノミネート | [ 92 ] [ 108 ] [ 109 ] [ 110 ] [ 111 ] |
| 第13回国際インド映画アカデミー賞               | 2012年6月9日   | 助演男優賞                 | ファルハーン・アクタル                                                                                       | 受賞       | [ 92 ] [ 108 ] [ 109 ] [ 110 ] [ 111 ] |
| 第13回国際インド映画アカデミー賞               | 2012年6月9日   | 助演女優賞                 | カルキ・ケクラン                                                                                             | ノミネート | [ 92 ] [ 108 ] [ 109 ] [ 110 ] [ 111 ] |
| 第13回国際インド映画アカデミー賞               | 2012年6月9日   | 音楽監督賞                 | シャンカル＝イフサーン＝ロイ                                                                                 | ノミネート | [ 92 ] [ 108 ] [ 109 ] [ 110 ] [ 111 ] |
| 第13回国際インド映画アカデミー賞               | 2012年6月9日   | 作詞賞                     | - ジャーヴェード・アクタル - 「Khwabon Ke Parindey」                                                         | ノミネート | [ 92 ] [ 108 ] [ 109 ] [ 110 ] [ 111 ] |
| 第13回国際インド映画アカデミー賞               | 2012年6月9日   | 原案賞                     | リーマー・カーグティー                                                                                       | 受賞       | [ 92 ] [ 108 ] [ 109 ] [ 110 ] [ 111 ] |
| 第13回国際インド映画アカデミー賞               | 2012年6月9日   | 撮影賞                     | カルロス・カタラン                                                                                           | 受賞       | [ 92 ] [ 108 ] [ 109 ] [ 110 ] [ 111 ] |
| 第13回国際インド映画アカデミー賞               | 2012年6月9日   | 脚本賞                     | - ゾーヤー・アクタル - リーマー・カーグティー                                                                | 受賞       | [ 92 ] [ 108 ] [ 109 ] [ 110 ] [ 111 ] |
| 第13回国際インド映画アカデミー賞               | 2012年6月9日   | 編集賞                     | アーナンド・スバヤ                                                                                           | 受賞       | [ 92 ] [ 108 ] [ 109 ] [ 110 ] [ 111 ] |
| 第13回国際インド映画アカデミー賞               | 2012年6月9日   | 振付賞                     | ボスコ＝シーザー                                                                                             | 受賞       | [ 92 ] [ 108 ] [ 109 ] [ 110 ] [ 111 ] |
| 第13回国際インド映画アカデミー賞               | 2012年6月9日   | 録音賞                     | - バイロン・フォンセカ - アヌージ・マトゥール                                                                | 受賞       | [ 92 ] [ 108 ] [ 109 ] [ 110 ] [ 111 ] |

## 続編構想
『人生は二度とない』の公開後、ゾーヤー・アクタルは続編の可能性について「それは分かりません。作るかも知れないし、作らないかも知れません。全てはコンテンツ次第です」と語っているが、続編製作が決まった場合はキャストが続投することが報じられている。また、リティク・ローシャンはヒンドゥスタン・タイムズからの取材に対し、続編があるとすれば、『人生は二度とない』の5～6年後を舞台に新たな旅に出かけることになるだろうと語っている。2011年8月には、ゾーヤー・アクタルが続編を求めるファンの声が多いことを認めつつ、続編製作の計画がないことを明言している。また、ファルハーン・アクタルも「続編を作る必要性が感じられない」と発言している。その後、2013年にヒンドゥスタン・タイムズからの取材に応じたゾーヤー・アクタルは『人生は二度とない』の続編の脚本執筆に関心があると語っているが、2019年2月には「実際のところ、人々は『人生は二度とない』の2作目を求めていますが、私が考える最高のフランチャイズは『チャンスをつかめ!』か『Dil Dhadakne Do』のどちらかだと思うのです」と語っている。